# 온코프리스티스
온코프리스티스(Onchopristis)는 백악기 약 1억 2500만년 전부터 9400만년 전까지 살았던 홍어목 어류의 일종이다. 속명의 뜻은 속명의 뜻은 '갈고리 톱'을 뜻하는 그리스어 ónkos(ὄγκος, barb) 그리고 prístis(πριστις)가 합쳐졌다.

## 특징

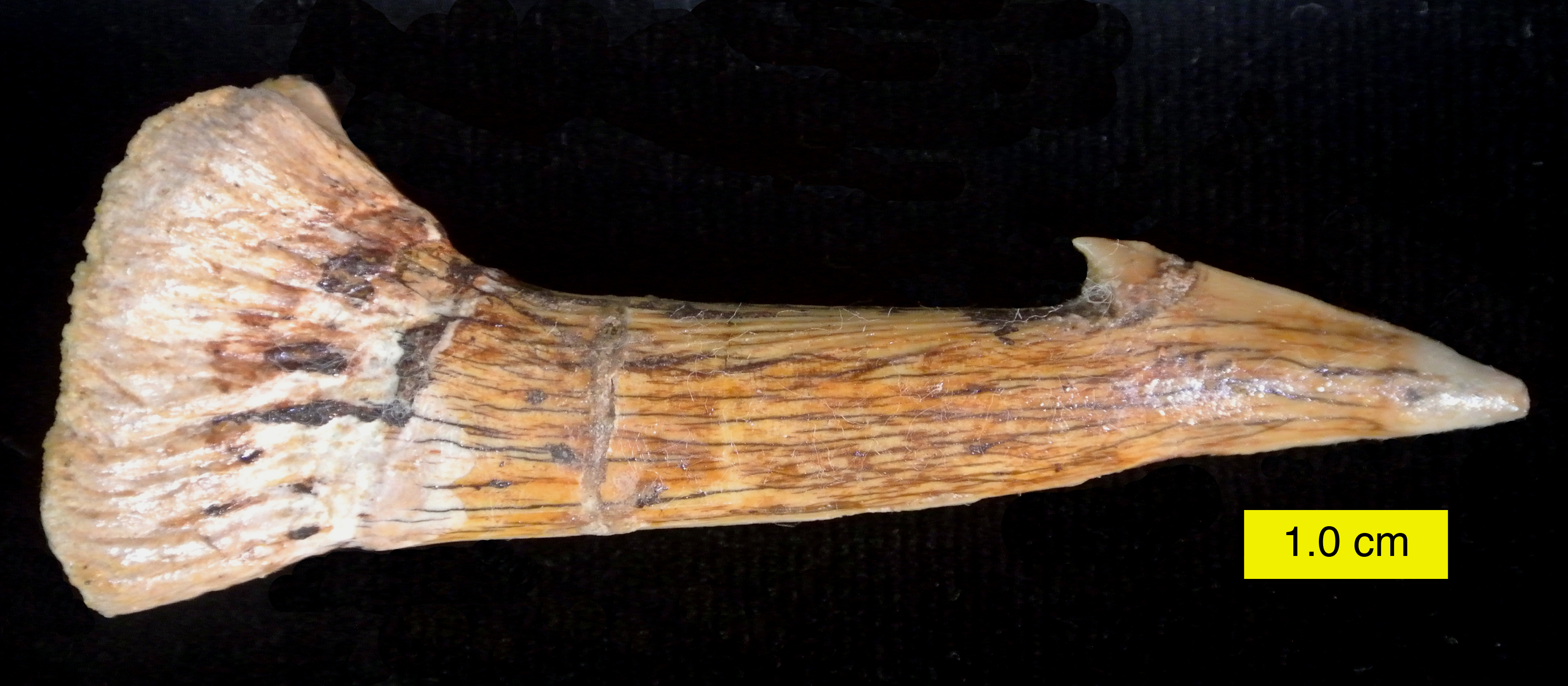
온코프리스티스의 이빨

몸길이가 최대 4.25m에 달하고 몸무게가 70~150kg인 거대한 어류로 톱처럼 생긴 주둥이의 가장자리를 따라 미늘이 달린 이빨이 마치 톱날처럼 죽 늘어서 있다. 이 톱으로 현재의 톱가오리들처럼 담수나 얕은 바다의 바닥을 뒤지다가, 먹이가 감지되면 톱을 강하게 휘저은 뒤 잡아먹었을 것으로 추정된다.